# Klavatjärnen, Halland
Klavatjärnen är en sjö i Mölndals kommun i Halland och ingår i Kungsbackaåns huvudavrinningsområde.